# Happy?
Happy? — шестой студийный альбом британской группы Public Image Ltd выпущенный в 1987 году на звукозаписывающем лейбле Virgin Records. Выход диска подкреплялся двумя синглами «Seattle» и «The Body».

## Об альбоме
Это первый альбом нового PiL. Материал для альбома был написан во время гастролей в поддержку предыдущего альбома. Несмотря на небольшие изменения участников в составе, основными участниками по прежнему оставались Лайдон, Макгиох и Диас на протяжении шести лет — своего рода рекорд для PiL.
Обложка нарисована художником Ричардом Эвансом, как дань австрийскому художнику Фриденсрайху Хундертвассеру, это указано в буклете.

### Комментарии участников группы
- Джон Макгиох: «Ну, что бы там ни было, „Happy?“ походил на наш первый альбом. Прежде чем приступить к записи альбома, мы гастролировали в течение полутора лет. Мы начали делать этот альбом в 1987 году, и писали материал пока были на гастролях в поддержку „Album“»[13].
- Джон Лайдон: «Примите во внимание, что „Happy?“ был первым альбом, который мы сделали как группа, таким образом, мы были очень внимательны к друг другу во время работы. Никто не хотел очередного распада»[14].
- Лу Эдмондс: «Для меня очень трудно, слушать тот материал сейчас, и думать как его изменить, или думать о том как он мог быть изменён. Фактически, я слышу больше версий продюсера и студийного оборудования, чем саму группу, и это разочаровывает меня. Я думаю, что у этого альбома была возможность стать великим, но я также думаю, что у нас был неправильный продюсер, я имею в виду Гэри Ланган[англ.] — он очень хороший продюсер, и отличный парень, но он всё равно не подходил. Потому что в конце концов, он изменил все неряшливые биты, а они были похожи на биты с альбомов „Metal Box“ и „Album“. Все пространство и эти неряшливые биты, всё это было красиво, это было новое звучание PiL. И что же сделал Гэри, он наполнил все эти биты, всё это стало напоминать искусство шума. Таким образом, он сделал всё это очень забавным. Джон, был в автоматическом режиме, он просто хотел прийти в студию и сделать свой вокал, потому что таким образом он работал на „Album“, и это было открытие для него, это было чем-то новым для него. Мы очень скучали по нему во время творческом процессе. Он не был с нами, он оставил нас, чтобы придумывать дорожки и мелодии. Я чувствовал, что Джона не было».

## Список композиций
| №  | Название                | Длительность |
| -- | ----------------------- | ------------ |
| 1. | «Seattle»               | 3:40         |
| 2. | «Rules and Regulations» | 4:32         |
| 3. | «The Body»              | 3:13         |
| 4. | «Save Me»               | 4:48         |
| 5. | «Hard Times»            | 3:42         |
| 6. | «Open and Revolving»    | 4:04         |
| 7. | «Angry»                 | 4:11         |
| 8. | «Fat Chance Hotel»      | 7:03         |

## Песни
«Seattle»:
- Джон Макгиох: «Мы пошли в студию только тогда, когда написали все песни. „Seattle“ была написана в Сиэтле. Мы стали работать над новым материалом во время гастролей от „Album“. Я не думаю, что „9“ получился провальным, но если огладываться назад, я больше был доволен работой в „Happy?“.»
- Аллан Диас: «Песня „Seattle“, проявилась от рифов, которые были у Лу и Брюса, они дали мне это, и я записал к этому бас-партию, сидя на кровати в гостиничном номере. Это было милая, бодрая дорожка, но это было ничто, пока Джон не спел на этом. Когда он сделал вокал, я вышел из себя, это было изумительно.»

«The Body»:
- Джон Лайдон: «Это о людях, которые имеют детей и не понимают, что это — жизнь, с которой они связаны. Второй куплет — это отсылка к сериалу „Кэти идет домой“. Женщины имеют право на аборты, и точка! Это то, во что не надо вмешиваться и считать нелегальным. Но вы не должны делать аборт, если у вас нет достаточно информации об этом, в противном случаи, это приведет к беде».

«Selfish Rubbish» (би-сайд сингла):
- Джон Лайдон: «Я не хочу быть особенным, потому-что если ты особенный, то ты просто эгоистичный мусор. Если я ничего не имею, значит никто не будет нечего иметь. Эта позиция эгоистичного мусора, так что отвалите!»

«The Suit»/«Religion» — (новые версии):
- Джон Лайдон: «У нас был план выпустить перезаписанные песни PiL. Но мы приостановили работу на этим, так как Virgin Records отдали нам контроль на сборником „The Greatest Hits, So Far“. Это было досадно, так как вы не можете делать два альбома в одно и то же время».
- Лу Эдмондс: «Существовал альбом, который мы назвали „Renovations“, на нём мы смешивал разные песни, это казалось хорошей идей в то время. Я смешивал песню „Religion“».

## Участники записи
- Джон Лайдон — вокал
- Джон Макгиох — гитара
- Лу Эдмондс — гитара, клавишные
- Аллан Диас — бас-гитара
- Брюс Смит — барабаны

## Позиции в хит-парадах
Еженедельные чарты:
| Год  | Хит-парад                        | Высшая позиция | Пребывание |
| ---- | -------------------------------- | -------------- | ---------- |
| 1987 | Великобритания (UK Albums Chart) | 40             | 2 недели   |
| 1987 | США (Billboard Top Pop Albums)   | 169            | 6 недель   |